# Kliment Matějka
Kliment Matějka (6. září 1890, Most – 19. března 1959, Hořovice) byl houslista, vojenský kapelník a hudební pedagog. Byl dirigentem vojenské dechové hudby 22. československého pluku v Chomutově a působil také ve vojenském orchestru v Budapešti.
Po vzniku samostatné Československé republiky v roce 1918 byly z hudebníků a kapelníků bývalé rakousko-uherské armády většinou české národnosti vytvořeny posádkové a později plukovní hudby. Krátce po vyhlášení samostatného státu nařídilo ministerstvo národní obrany evidenci vojenských hudebníků a kapelníků české národnosti a rozhodlo zřídit u každého každého posádkového velitelství vojenskou hudbu o 60 hudebnících.
V roce 1919 vznikl inspektorát vojenských hudeb v čele s inspektorem, které koordinovalo vytvoření posádkových hudeb. V následujícím roce proběhla reforma československé armády a v jejím rámci došlo i k reorganizaci hudebních těles. Všechny hudby dostaly ucelený ráz, založený na jednotném ladění a tempu. Pro výchovu nové generace vojenských hudebníků byla v roce 1923 založena dvouletá Vojenská hudební škola v Praze na Pohořelci. Další reorganizace vojenských hudeb proběhla v roce 1935. Události v roce 1938 a následná válka tento vývoj ukončily.
Kapelníci a hudebníci, kteří z vojenské služby odcházeli do civilního života, mnohdy sami zakládali kapely nebo se stávali členy již existujících orchestrů. V roce 1939 se vojenský kapelník a hudební pedagog Kliment Matějka přestěhoval do Hořovic. I on zde založil svoji hudební školu. Nejdříve vyučoval doma a po roce 1945 se věnoval učitelské práci v hořovické hudební škole.
V Hořovicích spolupracoval s řadou kapel, v nichž působil jako dirigent, ale někdy i jako hudebník, neboť ovládal hru na housle, violu a trombón. V padesátých letech 20. století spolupracoval s Městským oblastním divadlem. Upravoval hudbu pro divadelní hry a v divadelním orchestru působil jako hudebník i jako kapelník. Byl rovněž dirigentem symfonického orchestru hudebního spolku Smetana a kapelníkem velkého dechového orchestru Společenského klubu ROH. Zemřel 19. března 1959 v Hořovicích, kde je i pochován.